# Râul Alunul Mic
Râul Alunul Mic este un râu afluent al Someșului Cald. 